# فيليب إدواردز
فيليب إدواردز (6 ديسمبر 1906 - 3 أبريل 1987) (بالإنجليزية: Philip Edwards)‏ هو لاعب كريكت بريطاني.

## وصلات خارجية
- فيليب إدواردز على موقع إي آس بي آن كريك إنفو (الإنجليزية)